# Avenue Rachel
L'avenue Rachel est une voie du 18e arrondissement de Paris.

## Situation et accès
Elle commence boulevard de Clichy et finit au cimetière de Montmartre. 

## Origine du nom

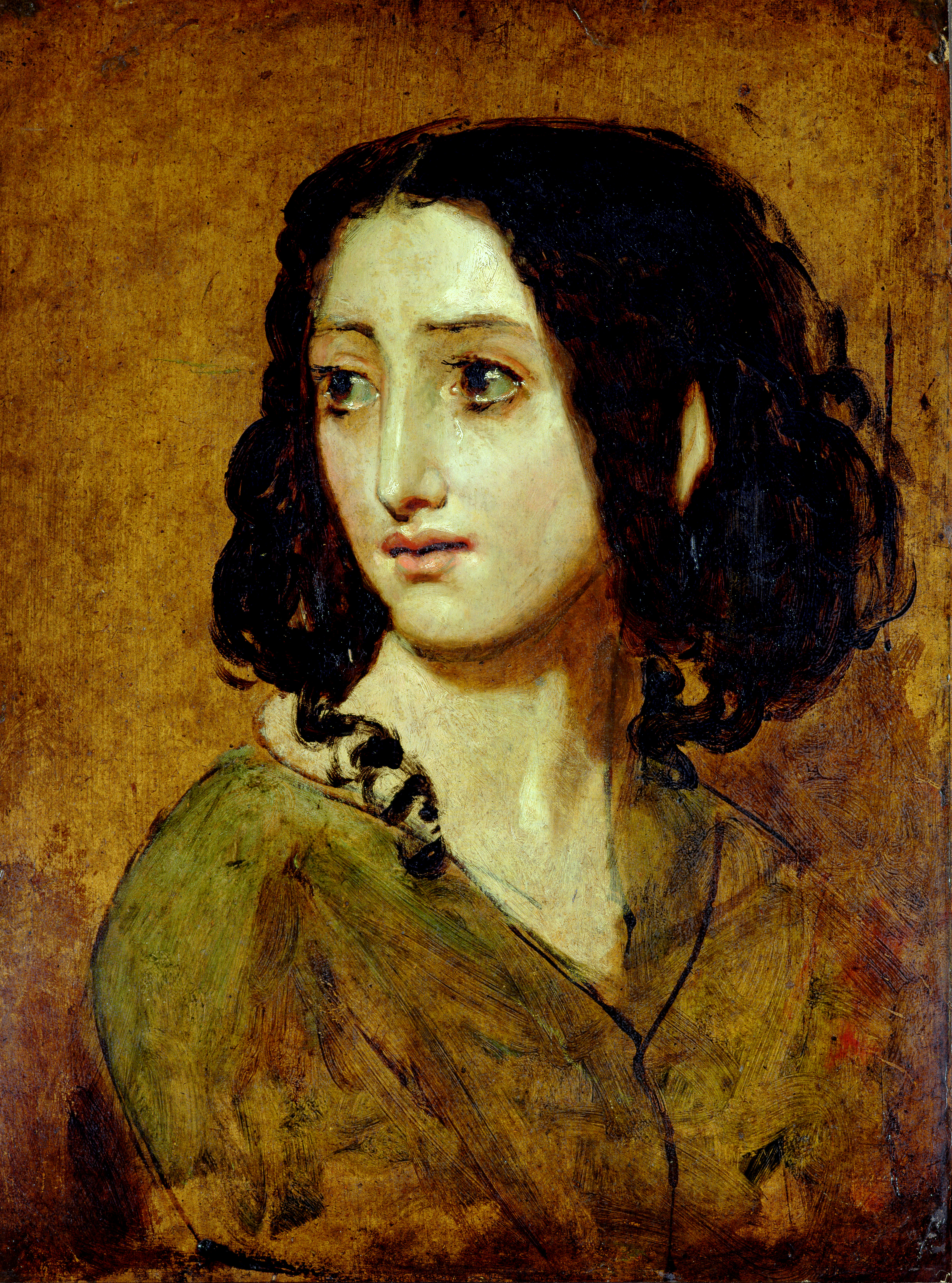
Élisabeth-Rachel Félix, dite Rachel.

Son nom provient de celui d'Élisabeth Rachel Félix, dite Rachel (1820-1858), tragédienne française.

## Historique
C'était initialement une voie de la commune de Montmartre qui est tracée sur le plan cadastral de 1825 sous le nom d'« avenue du Cimetière » car elle menait à l'entrée principale du cimetière de Montmartre. 
La loi du 16 juin 1859 rattache la commune de Montmartre à Paris. En 1863, cette voie est admise au nombre des voies publiques de Paris. Elle prend le nom d'avenue du Cimetière-du-Nord par un arrêté du 26 février 1867 avant de prendre sa dénomination actuelle le 2 août 1899. 
Le percement de la rue Caulaincourt, déclaré d'utilité publique le 11 août 1867, entraine la destruction des immeubles à l'ouest de la rue. Les immeubles aux nos 21 et 23 sont remplacés par un escalier.
Sous l'Occupation, cette rue fait partie de celles que le capitaine Paul Sézille, directeur de l'Institut d'étude des questions juives, voulait marquer d'une étoile jaune, en raison de l'origine juive du personnage. Ce projet n'aboutira pas.
En novembre 2020, un article de presse signale que l’avenue connaît un problème de prostitution et de violence et que les riverains n’en peuvent plus.

## Bâtiments remarquables et lieux de mémoire
- No 7 : le général d'aviation Jacques Collombet s'installa ici dans un appartement avec sa femme et ses enfants lors de la dissolution de son escadre en novembre 1942[7].
- No 10 : domicile de l'architecte Louis Brassart-Mariage en 1918[réf. nécessaire].
- André Malraux demeura dans cette rue à la fin de la guerre 1914-1918[réf. nécessaire].